# 迪兴根
迪兴根是德国巴登-符腾堡州的一个市镇。总面积78.06平方公里，总人口4380人，其中男性2283人，女性2097人（2011年12月31日），人口密度56人/平方公里。